# Bischofswerder (Liebenwalde)

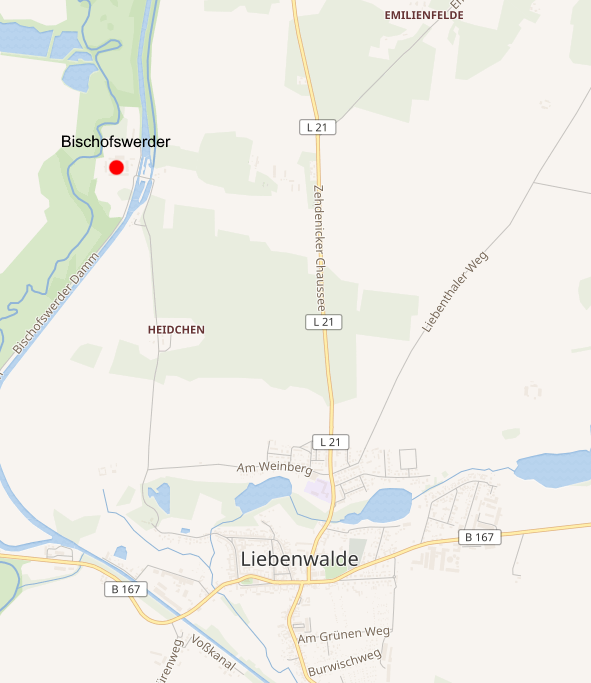
Lage von Bischofswerder in Liebenwalde

Bischofswerder ist ein Ortsteil von Liebenwalde im brandenburgischen Landkreis Oberhavel. Er wurde von Hans Rudolf von Bischofswerder 1789/90 als Gestüt Bischofswerder gegründet.

## Geographie

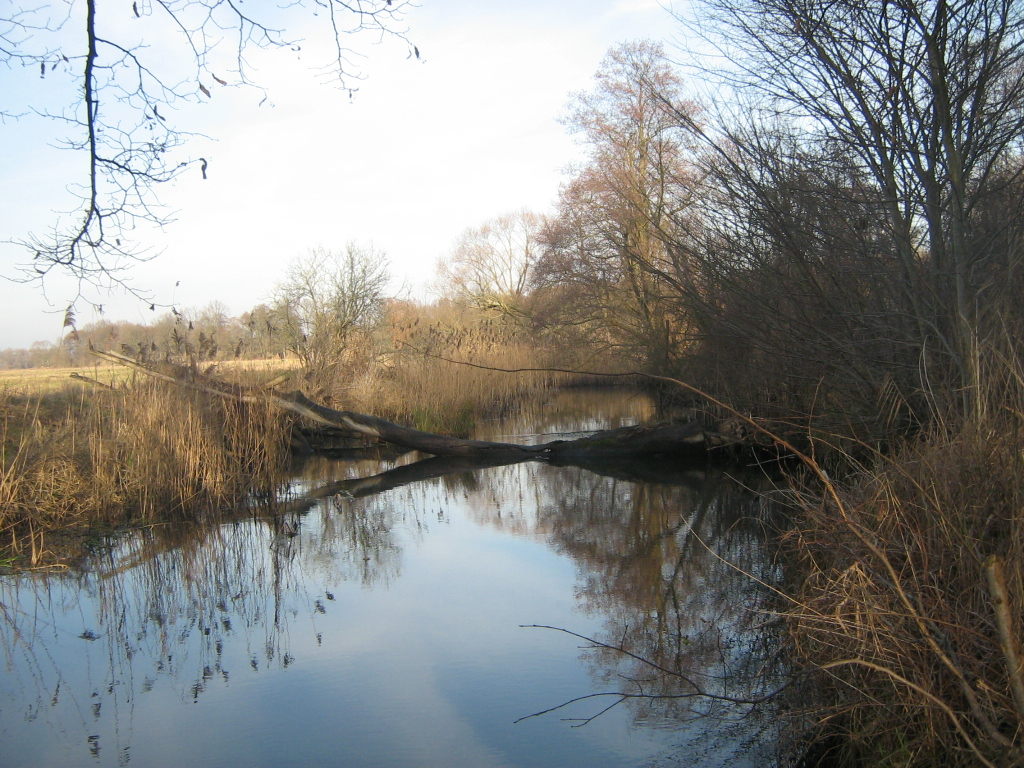
Schnelle Havel bei Bischofswerder

Bischofswerder befindet sich etwa 2,5 Kilometer nördlich (leicht nordwestlich) vom historischen Stadtkern Liebenwaldes entfernt. Nahe dem Ortsteil befindet sich östlich die Schleuse Bischofswerder am Voßkanal. Westlich fließt die Schnelle Havel unmittelbar an Bischofswerder vorbei.

## Geschichte
Nach Anlegung des ersten Gestüts durch Hans Rudolf von Bischofswerder 1789/90 wurde 1790/91 ein zweites märkisches Gestüt (das zweite überhaupt in der Mark Brandenburg) zur Pferdezucht für die preußische Armee von Friedrich Wilhelm II. gegründet. Zwischen 1840 und 1898 diente Bischofswerder als Garnison für die preußische Armee. Der dänische Kaufmann Fritz Stockfleth (1823–1889) errichtete in Bischofswerder die damals größte deutsche Champignonzucht.